# Arequipa (província)
Arequipa é uma província do Peru localizada na região de Arequipa. Sua capital é a cidade de Arequipa.

## Distritos da província
- Alto Selva Alegre[2]
- Arequipa[3]
- Cayma[4]
- Cerro Colorado[5]
- Characato[6]
- Chiguata[7]
- Jacobo Hunter[8]
- José Luis Bustamante y Rivero[9]
- La Joya[10]
- Mariano Melgar[11]
- Miraflores[12]
- Mollebaya[13]
- Paucarpata[14]
- Pocsi[15]
- Polobaya[16]
- Quequeña[17]
- Sabandía[18]
- Sachaca[19]
- San Juan de Siguas[20]
- San Juan de Tarucani[21]
- Santa Isabel de Siguas[22]
- Santa Rita de Siguas[23]
- Socabaya[24]
- Tiabaya[25]
- Uchumayo[26]
- Vitor[27]
- Yanahuara[28]
- Yarabamba[29]
- Yura[30]